# Scherocumella nasuta
Scherocumella nasuta is een zeekommasoort uit de familie van de Nannastacidae. De wetenschappelijke naam van de soort is voor het eerst geldig gepubliceerd in 1914 door Zimmer.